# Västerberg
Västerberg är en tätort i Sandvikens kommun, strax öster om Storvik. Västerbergs folkhögskola ligger här.

## Befolkningsutveckling
| Befolkningsutvecklingen i Västerberg 1960–2020 | Befolkningsutvecklingen i Västerberg 1960–2020 | Befolkningsutvecklingen i Västerberg 1960–2020 | Befolkningsutvecklingen i Västerberg 1960–2020 | Befolkningsutvecklingen i Västerberg 1960–2020 |
| ---------------------------------------------- | ---------------------------------------------- | ---------------------------------------------- | ---------------------------------------------- | ---------------------------------------------- |
|                                                |                                                |                                                |                                                |                                                |
| År                                             |                                                |                                                | Folkmängd                                      | Areal (ha)                                     |
| 1960                                           | 1960                                           |                                                | 288                                            | 70                                             |
| 1965                                           | 1965                                           |                                                | 254                                            | 69                                             |
| 1970                                           | 1970                                           |                                                | 235                                            | 69                                             |
| 1975                                           | 1975                                           |                                                | 256                                            | 70                                             |
| 1980                                           | 1980                                           |                                                | 238                                            | 70                                             |
| 1990                                           | 1990                                           |                                                | 228                                            | 72                                             |
| 1995                                           | 1995                                           |                                                | 244                                            | 72                                             |
| 2000                                           | 2000                                           |                                                | 250                                            | 71                                             |
| 2005                                           | 2005                                           |                                                | 238                                            | 71                                             |
| 2010                                           | 2010                                           |                                                | 242                                            | 70                                             |
| 2015                                           | 2015                                           |                                                | 228                                            | 75                                             |
| 2020                                           | 2020                                           |                                                | 210                                            | 70                                             |
|                                                |                                                |                                                |                                                |                                                |